# Jan Toporowski
Jan Toporowski (ur. w 1950 r. w Oksfordzie) – brytyjski ekonomista, specjalizujący się w problematyce kryzysów finansowych oraz myśli Michała Kaleckiego.
Uzyskał licencjat z nauk społecznych oraz doktorat z ekonomii na Uniwersytecie Birmingham (magisterium z ekonomii w Birkbeck College na Uniwersytecie Londyńskim). W 1980 r. odbył staż naukowy w Szkole Głównej Planowania i Statystyki w Warszawie, w latach 2003–2004 – na Uniwersytecie Cambridge, a w 2005 r. – w Banku Finlandii. Od 2004 r. jest profesorem ekonomii i finansów na Wydziale Ekonomii Szkoły Orientalistyki i Afrykanistyki (SOAS) Uniwersytetu Londyńskiego, gdzie przez kilka lat pełnił funkcję dziekana. Również od 2004 r. współpracuje z Centrum Badań nad Historią i Metodologią Ekonomii Uniwersytetu Amsterdamskiego.
W Polsce ukazały się jego książki Dlaczego gospodarka światowa potrzebuje krachu finansowego (Instytut Wydawniczy Książka i Prasa, Warszawa 2012) Kredyt i Kryzys. Od Marksa do Minsky'ego (Instytut Wydawniczy Książka i Prasa, Warszawa 2017), Michał Kalecki. Biografia intelektualna (Wydawnictwo Krytyki Politycznej, Warszawa 2022), a jego artykuły regularnie publikuje polska edycja miesięcznika Le Monde diplomatique.

## Wybrane publikacje
- Why the World Economy Needs a Financial Crash and Other Critical Essays on Finance and Financial Economics, Anthem Press, 2010
- Theories of Financial Disturbance. An Examination of Critical Theories of Finance from Adam Smith to the Present Day, Edward Elgar, 2005
- The End of Finance: Capital Market Inflation, Financial Derivatives and Pension Fund Capitalism, Routledge, 1999
- The Economics of Financial Markets and the 1987 Crash, Edward Elgar, 1995